# Lars Grönlund
Lars Oskar Arne Grönlund, född 19 augusti 1930 i Stockholm, död 1 maj 2010 i Knista församling, Örebro län, var en 
Grönlund, som var son till ingenjör Nils Grönlund och Tyra Bäckström, avlade studentexamen i Karlskoga 1950 och utexaminerades från Kungliga Tekniska högskolan 1958.Han var anställd som arkitekt hos arkitekterna Hjalmar Klemming och Erik Thelaus från 1957. För dem ritade han bland annat Frölunda torg i Göteborg (invigt 1966).